# ダニエル・マクリース

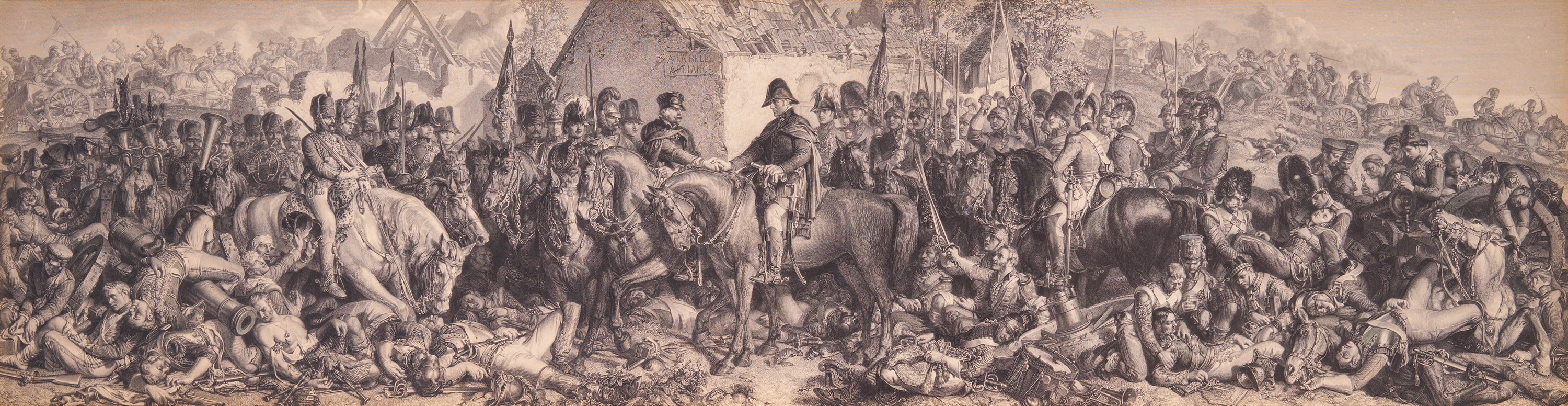
Charles William Sharpeが版画にしたマクリース作の「ワーテルローの戦い後のウェリントン卿とブリュッヘル将軍の会見」

ダニエル・マクリース（Daniel Maclise RA、1806年1月25日 - 1870年4月25日）は、アイルランド生まれの画家である。おもにロンドンで働き、歴史画や人物画を描いた。

## 略歴
アイルランド南部のコークで生まれた。父親は若い頃はスコットランドの兵士で、靴職人などの職人として働いていた。地元の美術学校で学んだ後、1827年にロンドンに移り、ロイヤル・アカデミー・オブ・アーツの美術学校に入学した。
1829年からアカデミーの展覧会に出展し、1831年には歴史画で金メダルを受賞した。チャールズ・ディケンズなどの書籍の挿絵を描き、1830年から1836年にかけて、ロンドンの文芸雑誌「Fraser's Magazine」に多くの文学者や有名人の肖像画も提供し、これらは1871年になって画集「Maclise Portrait Gallery」にされて出版された 。1835年にアカデミの準会員に選ばれ、1840年には正会員に選ばれた。
1834年の火災のあとウェストミンスター宮殿が再建された時、壁画の制作を依頼され、ドイツなどで新しい壁画の技法を研究し、1860年から『ワーテルローの戦い後のウェリントン卿とブリュッヘル将軍の会見（en:The Meeting of Wellington and Blücher after the Battle of Waterloo』(3.68×13.92m）の制作を始め1861年に完成した 。
歴史的な題材や文学を題材にした作品を描いた。1870年にロンドンで亡くなった。

## 作品

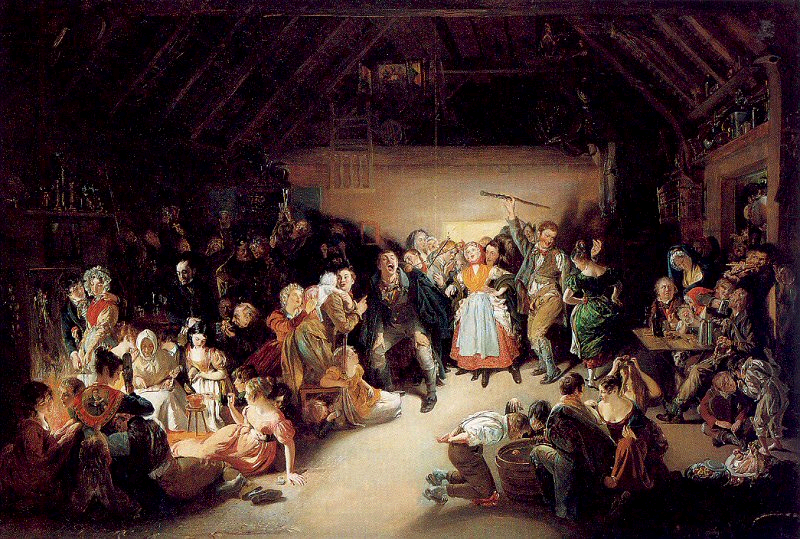
「アップル・ボビング」を楽しむハロウィンの夜 (1833)
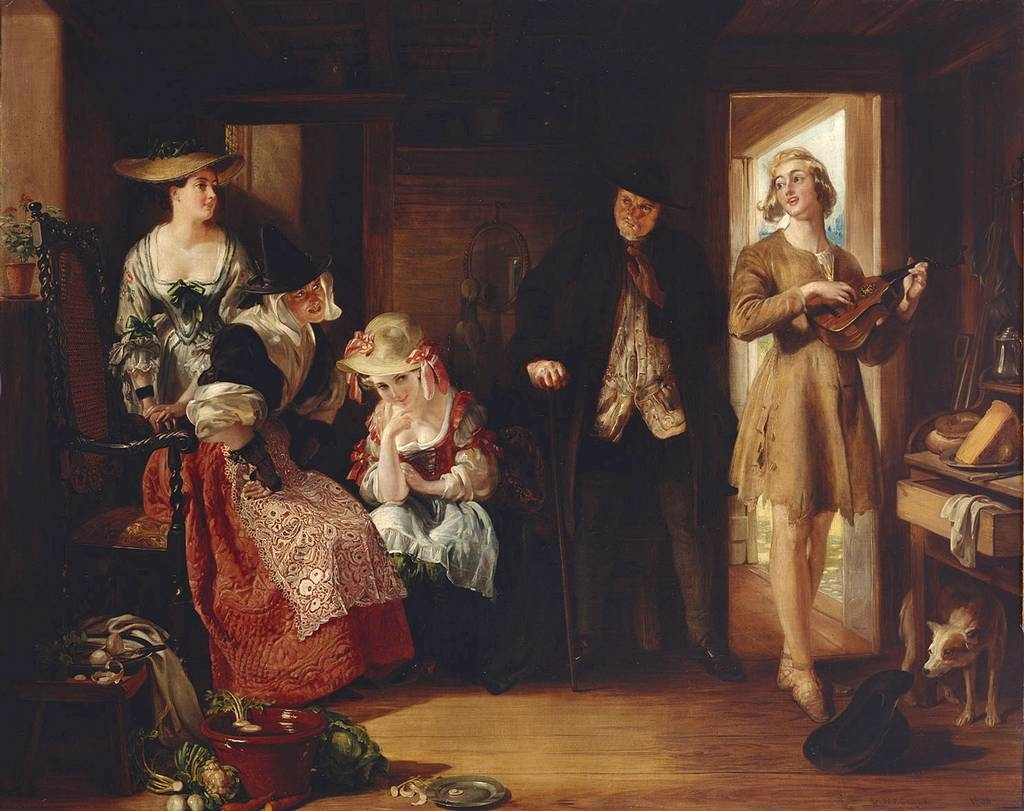
"A Scene from Midas" (1838)
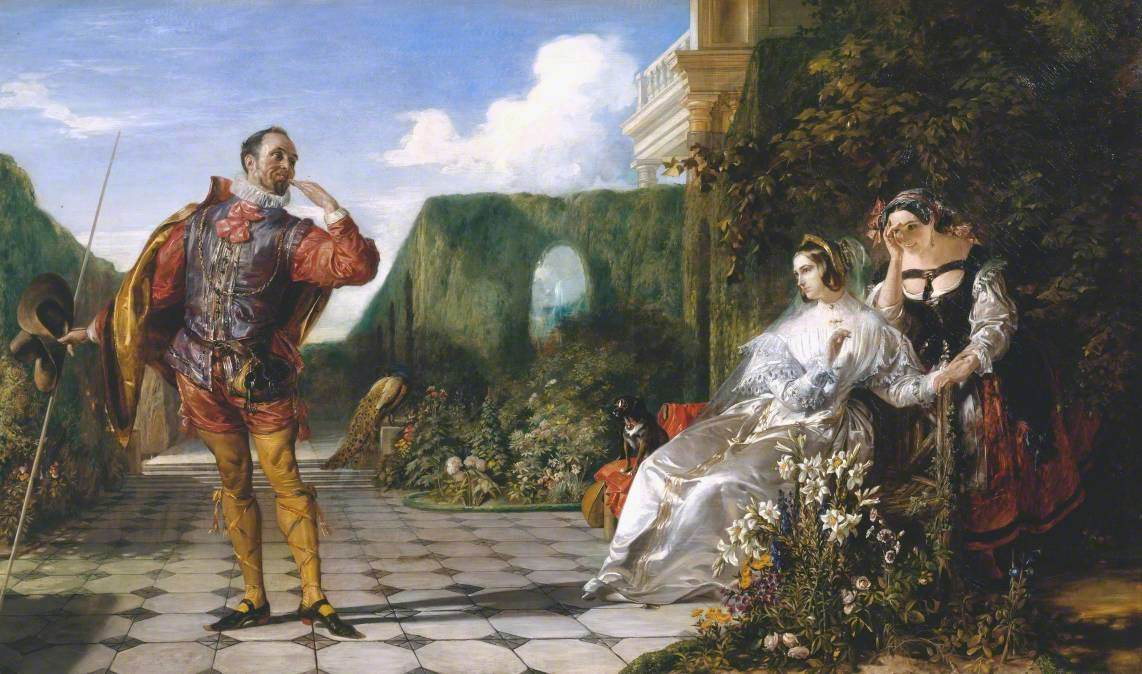
シェークスピアの『十二夜』の場面から(1840)

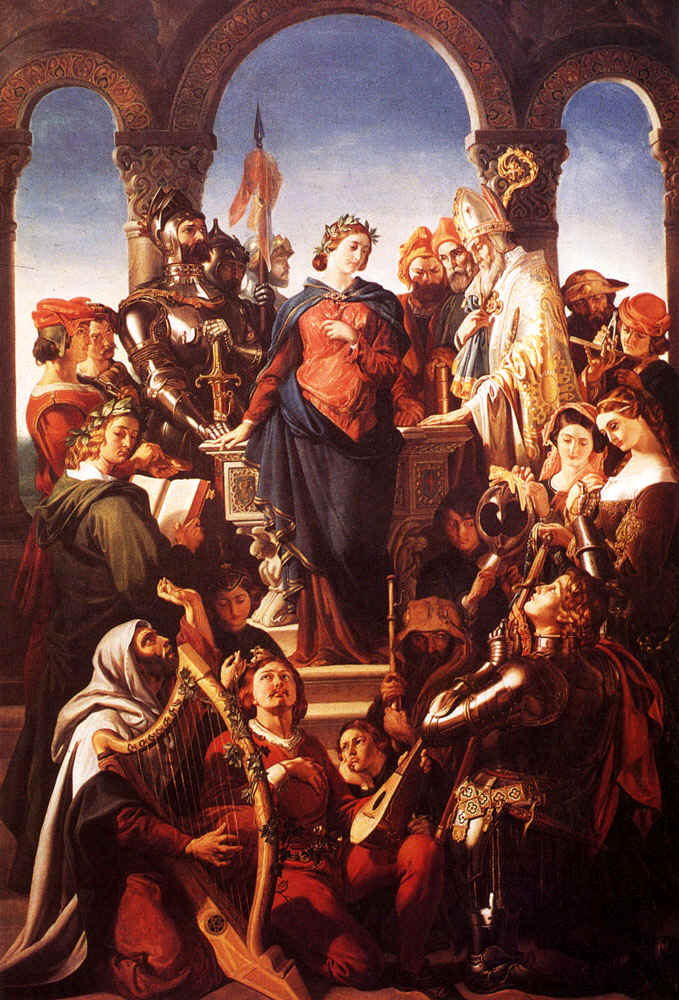
騎士道の精神
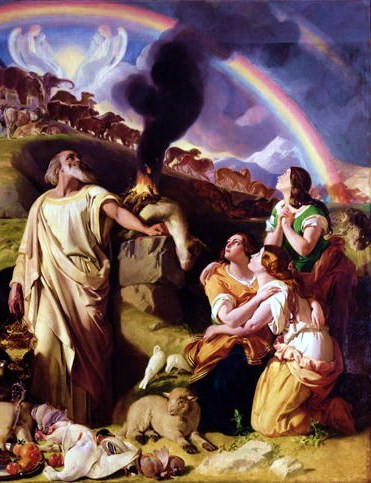
「ノアの生贄」(1847/1853)
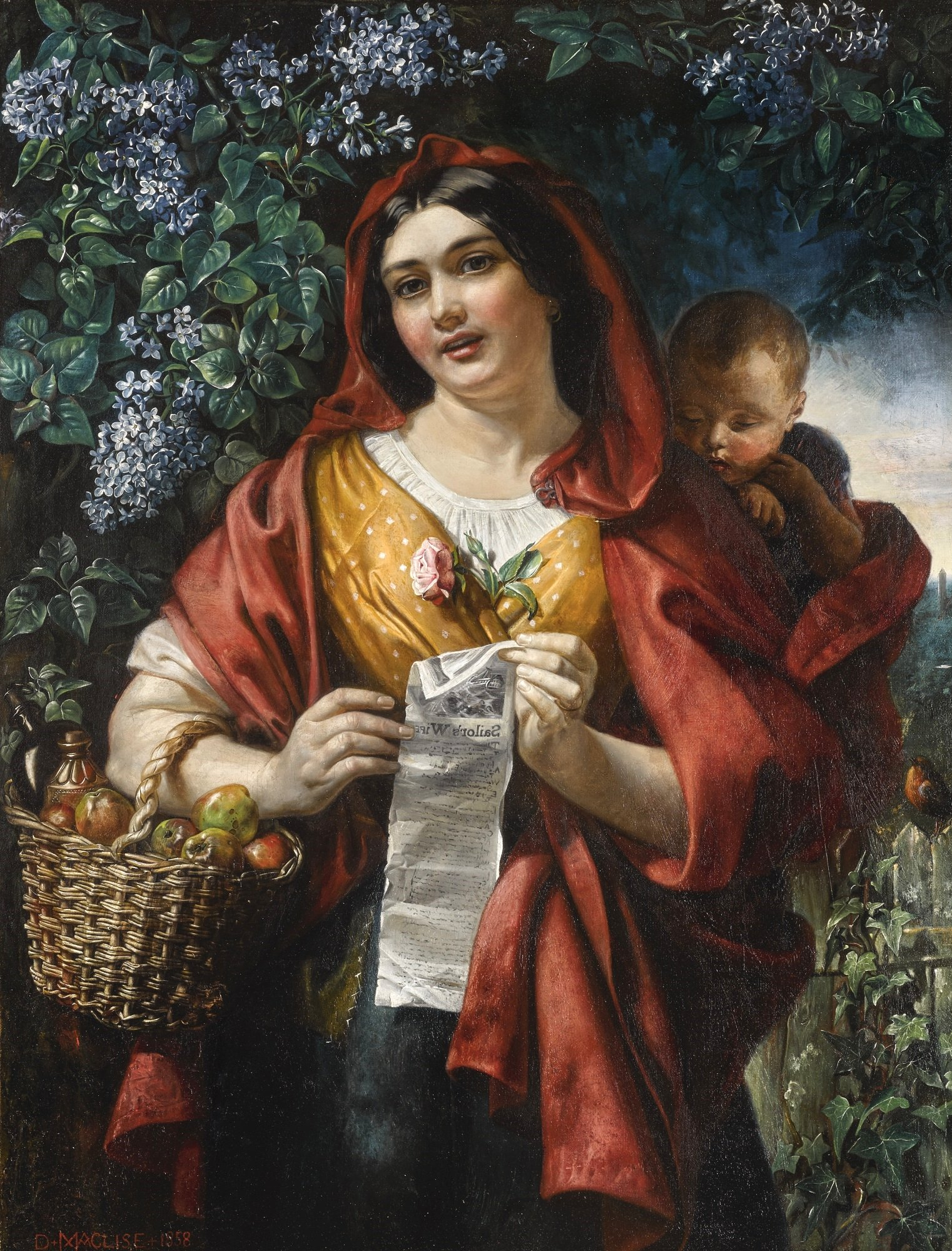
"The Ballad Seller" (1858)
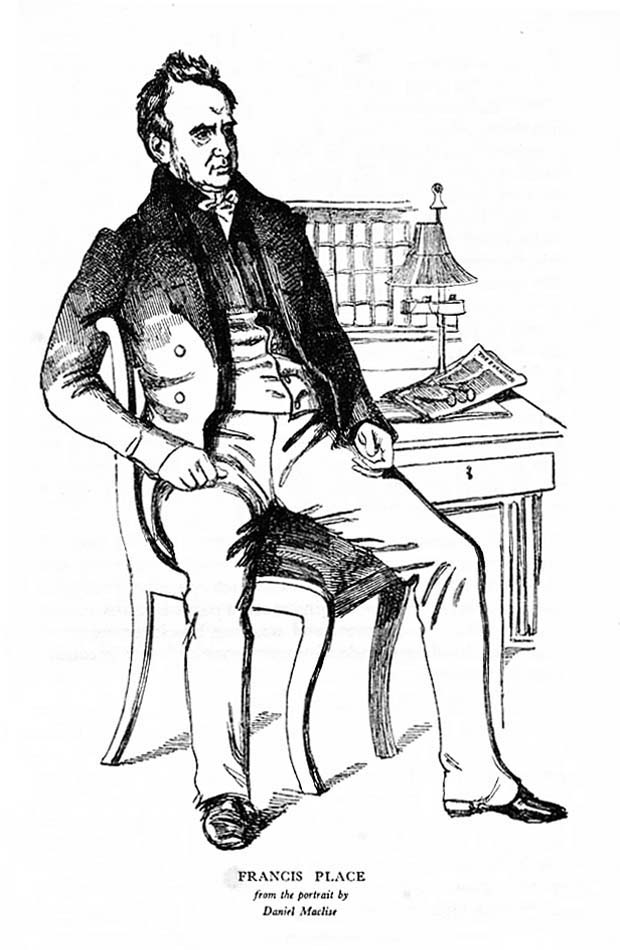
フランシス・プレイス